# Yamantaka

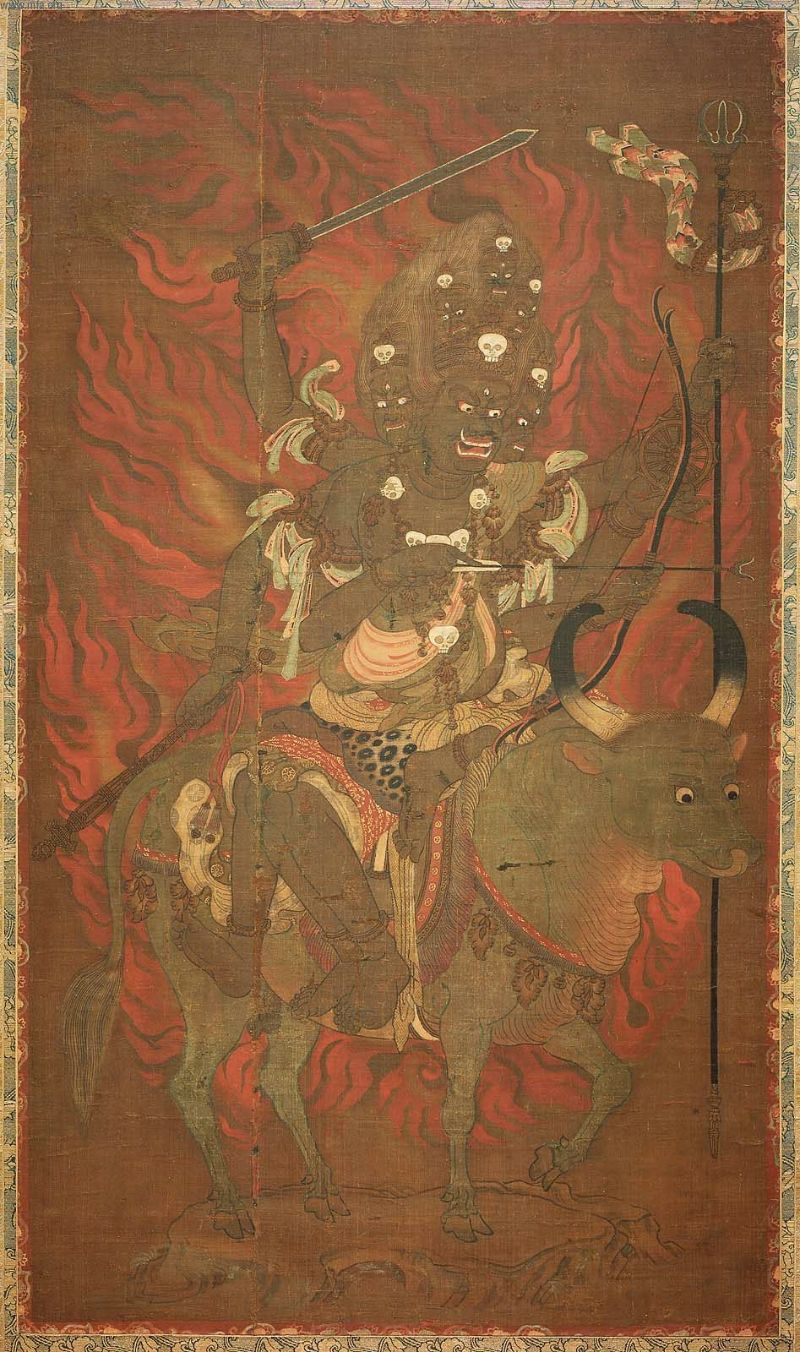
Yamantaka.

Yamantaka este unul dintre regii înțelepciunii, venerați în budismul Mahayana și în cel Vajrayana, și este o manifestare a lui Buddha Amitābha. Yamantaka este cel care încheie moartea și ciclul reîncarnărilor prin iluminare.
El apare în iconografie având o înfățișare fioroasă, cu șase capete, șase picioare și șase brațe, în care ține câte o armă diferită, și este călare pe o vacă albă, simbolizând iluminarea cea pură. Numele de Yamantaka înseamnă terminatorul morții.
De asemenea, Yamantaka nu trebuie confundat cu Yama, zeul morții. 